# Erythrolamprus cursor
Erythrolamprus cursor — вид змій родини полозових (Colubridae). Ендемік Бразилії.

## Поширення і екологія
Erythrolamprus cursor мешкають на Мартиніці та на сусідньому острівці Дьяман. Вони живуть в лісах і густих заростях. Живляться ящірками, жабами і комахами. Відкладають яйця.

## Збереження
МСОП класифікує цей вид такий, що перебуває на межі зникнення. Erythrolamprus cursor загрожує хижацтво з боку інтродукованих мангустів. Вид не спостерігався на Мартиніці з 1965 року, а на острові Дьяман — з 1968 року. Можливо, вид повністю вимер.